# Herning (stad)
Herning is een stad in Denemarken, gelegen in de regio Midden-Jutland, en hoofdplaats van de gemeente Herning.
De stad, gelegen in het midden van Jutland, telt zo'n 44.481 inwoners. Ze is vooral de laatste anderhalve eeuw erg gegroeid (in 1840 had Herning slechts 21 inwoners). Herning is vooral bekend om de vele beurzen die plaatsvinden in het Messecenter Herning.

## Geschiedenis
In het midden van de 19e eeuw werden de moerassen en heidevelden in Midden-Jutland in korte tijd beplant. Herning, midden in de regio gelegen, werd een marktcentrum en ding-plaats. Nadat er wegen en spoorwegen waren aangelegd werd de stad het belangrijkste knooppunt in de regio. Rond 1900 werd er begonnen met de opbouw van de textielindustrie. Later kwam daar nog machine-industrie bij. Er zijn nog steeds vele textielbedrijven in de stad gevestigd.

## Bezienswaardigheden
- Het Danmarks Fotomuseum heeft een grote collectie over fotografie en fototechniek.
- Het Herning Museum is een (deels openlucht)museum over de textielnijverheid, pottenbakkerij en het leven van de vroege (veen)boeren.
- Elia is een zeer groot stalen kunstwerk van de Zweeds-Deense kunstenaar Ingvar Cronhammar.
- Het HEART (Herning Museum for Contemporary Art) is de nieuwbouw (2009) van wat voorheen het Herning Kunstmuseum was en herbergt een collectie moderne kunst waarbij met name de werken van Piero Manzoni en Ingvar Cronhammar een prominente plaats innemen. Op hetzelfde terrein (Birk Centerpark) bevindt zich het Carl-Henning Pedersen og Else Alfelts Museum, geheel gewijd aan deze beide COBRA kunstenaars.

## Sport
Herning is de geboorteplaats van de wielrenners Bjarne Riis, Michael Blaudzun, Nicki Sørensen en Brian Vandborg. Mede daardoor vindt daar de wielerwedstrijd GP Herning plaats. Blaudzun heeft die wedstrijd één keer gewonnen en Bjarne Riis won hem zelfs drie keer. Op 5 mei 2012 ging de Giro d'Italia van start in Herning.
De voetbalclub van Herning is FC Midtjylland: deze speelt in de SAS Ligaen, de hoogste voetbaldivisie in Denemarken. Het stadion van de club heet de MCH Arena.
In 2014 was de stad een van de vier speelsteden tijdens het EK handbal (mannen). In 2018 was Herning net als Kopenhagen speelstad bij het enige volledig in Denemarken georganiseerde WK ijshockey. In 2025 organiseerde Herning samen met het Zweedse Stockholm het WK ijshockey.

## Geboren
- Bjarne Riis (1964), wielrenner
- Gitte Madsen (1969), handbalster
- Jens Risager (1971), voetballer
- Michael Blaudzun (1973), wielrenner
- Nicki Sørensen (1975), wielrenner
- René Jørgensen (1975), wielrenner
- Brian Vandborg (1981), wielrenner
- Jesper Faurschou (1983), atleet
- Martin Mortensen (1984), wielrenner
- Emma Friis (1999), handbalster
- Emma Færge (2003), voetbalster